# アルベルト・バティルガジエフ
アルベルト・バティルガジエフ（英語: Albert Batyrgaziev、ロシア語: Альберт Батыргазиев、1998年6月23日 - ）は、ロシアのプロボクサー。ダゲスタン共和国ババユルト出身。元WBA世界スーパーフェザー級暫定王者。

## 来歴
10代の頃はキックボクシングの王者だったが、2016年から本格的にボクシングを始めた。

### アマチュア時代
2019年9月、世界選手権にフェザー級（57kg）で出場し、準々決勝でキューバのラザロ・アルバレスに敗れた。
2020年7月、プロデビューを果たした。
2021年8月、東京オリンピックにフェザー級（57kg）で出場し、決勝でアメリカのデューク・ラガンを3-2の判定で破り、オリンピック史上初のプロボクサーとして金メダルを獲得した。

### プロ時代
2020年7月3日、プロデビュー戦となったモスクワのソビエト・ウィングス・スポーツ・パレスにて、アルメン・アタエフとWBA東アジアスーパーフェザー級王座決定戦を行い、7回終了時TKO勝ちを収め王座獲得に成功した。
2023年2月4日、セルプホフで元WBA世界スーパーフェザー級スーパー王者のジェスレル・コラレスと対戦し、9回28秒にコラレス側からタオルが投入されTKO勝ちを収めた。
2024年7月12日、セルプホフのIBAコロシアムにてWBA世界スーパーフェザー級2位のジョノ・キャロルとウクライナ侵攻以降ロシア国内で初めてとなるWBA世界スーパーフェザー級暫定王座決定戦を行い、9回55秒TKO勝ちを収め王座獲得に成功した。
2025年3月7日、モスクワのダイナモ・バレーボール・アリーナでWBA世界スーパーフェザー級15位のネリ・ロメロとWBA暫定世界同級タイトルマッチを行い、3回にロメロの右ストレートでダウンを奪われ、続く4回に左ストレートからの右フックでダウンを奪い返すも、倒れたロメロに左で加撃したため減点1を科せられ、再開後にバティルガジエフの右フックで再びダウンを奪い、ダウン応酬の末に12回3-0（116-108、115-109、113-110）の判定勝ちを収め初防衛に成功した。
2025年7月2日、イスタンブールのリクソス・テルサネ・イスタンブールで元IBO世界フェザー級王者およびWBA世界スーパーフェザー級5位のジェームス・ディケンズとWBA暫定世界同級タイトルマッチを行うも、4回にディケンズの左ストレートで2度もダウンを奪われ、バティルガジエフ陣営からタオルが投入されプロ初黒星となる4回2分26秒KO負けを喫し2度目の防衛に失敗、王座から陥落した。

## 戦績
- プロボクシング：13戦 12勝 (8KO) 1敗

| 戦           | 日付           | 勝敗 | 時間     | 内容    | 対戦相手                       | 国籍             | 備考                                                         |
| ------------ | -------------- | ---- | -------- | ------- | ------------------------------ | ---------------- | ------------------------------------------------------------ |
| 1            | 2020年7月3日   | ☆    | 7R 終了  | TKO     | アルメン・アタエフ             | ロシア           | プロデビュー戦 WBA東アジアスーパーフェザー級王座決定戦       |
| 2            | 2020年8月22日  | ☆    | 10R 1:38 | TKO     | エルジャン・トゥルグンベコフ   | キルギス         |                                                              |
| 3            | 2021年1月29日  | ☆    | 7R 2:07  | TKO     | シブシソ・ジンガンジ           | 南アフリカ共和国 |                                                              |
| 4            | 2021年10月11日 | ☆    | 2R 1:57  | KO      | スアト・レーズ                 | イタリア         | WBO欧州フェザー級王座決定戦                                  |
| 5            | 2021年12月24日 | ☆    | 4R 2:25  | TKO     | フランクリン・マンサニジャ     | ベネズエラ       | IBFインターコンチネンタル・EBPユーラシアフェザー級王座決定戦 |
| 6            | 2022年4月2日   | ☆    | 10R      | 判定3-0 | ヘイバトゥラ・ハジャリエフ     | アゼルバイジャン | EBPユーラシアライト級王座決定戦                              |
| 7            | 2022年11月11日 | ☆    | 10R      | 判定3-0 | リカルド・ヌニェス             | パナマ           |                                                              |
| 8            | 2023年2月4日   | ☆    | 9R 0:28  | TKO     | ジェスレル・コラレス           | パナマ           |                                                              |
| 9            | 2023年7月28日  | ☆    | 10R      | 判定3-0 | フランシス・ビジャル・フロメタ | ドミニカ共和国   |                                                              |
| 10           | 2023年10月19日 | ☆    | 5R 1:48  | KO      | エンダー・ルセス               | ベネズエラ       |                                                              |
| 11           | 2024年7月12日  | ☆    | 9R 2:23  | TKO     | ジョノ・キャロル               | アイルランド     | WBA世界スーパーフェザー級暫定王座決定戦                      |
| 12           | 2025年3月7日   | ☆    | 12R      | 判定3-0 | ネリ・アリエル・クルス・ロメロ | アルゼンチン     | IBA世界スーパーフェザー級王座決定戦 WBA暫定防衛1             |
| 13           | 2025年7月2日   | ★    | 4R 2:26  | KO      | ジェームス・ディケンズ         | イギリス         | WBA暫定・IBA陥落                                             |
| テンプレート |                |      |          |         |                                |                  |                                                              |

## 獲得タイトル
- WBA東アジアスーパーフェザー級王座
- WBO欧州フェザー級王座
- IBFインターコンチネンタルフェザー級王座
- WBA世界スーパーフェザー級暫定王座（防衛1）